# 伊苏 塞尔塞塔的树海
《伊蘇 塞爾塞塔的樹海》由Falcom自行重製的《伊蘇IV》官方版本。初版在2012年9月27日發行於PlayStation Vita平台。Windows中文版於2015年12月發行，台灣代理商為英特衛。
本作获得「《电击PlayStation》Award 2012」年度游戏铜奖。
高清复刻版《伊苏 塞尔塞塔的树海：改》在2019年5月16日发行于PlayStation 4平台，中文版於2020年4月23日發售。

## 故事
在結束了古代王國伊蘇的冒險後，亞特鲁·克里斯汀與多奇為了莉莉亞的病情，前往塞爾塞塔的樹海採集塞爾塞塔花，在多奇將塞爾塞塔花帶回艾斯塔里亞後。留下來的亞特魯卻在樹海深處失去了部分的記憶。為了找出當時在樹海中發生了什麼事情，亞特鲁與在凱斯南地區認識的夥伴們將再次前往樹海探險。
此代故事接續於《伊蘇I·II》之後，時間點在《伊蘇III》之前。亞特魯此時18歲。亞特魯的百餘冊冒險日誌中將此代故事記載為「塞爾塞塔的樹海」。

## 人物
- 主要人物:
  - 亞特魯:主角，自稱冒險家，失憶的冒險家，從艾斯塔莉亞來到塞爾塞塔的樹海冒險時失憶。
  - 杜廉:卡斯南城市結識的夥伴/達南的居民。
  - 卡娜:科莫德村落結識的夥伴。
  - 奧茲瑪:塞爾麗村落結識的夥伴。
  - 康莉莉卡:海蘭德城鎮結識的夥伴。
  - 芙麗妲:達南鄉村結識的夥伴。
- 伊蘇/艾斯塔里亚的人們/回憶中提及:
  - 亞特魯:從伊蘇/艾斯塔里亚來的人們，為取賽爾賽塔花治療莉莉亞的病，失憶前與多奇與法雷亞到樹海來!!!
  - 多奇:從伊蘇/艾斯塔里亚來的人們，為取賽爾賽塔花治療莉莉亞的病，與失憶前的亞特魯到樹海來!!!多奇是從伊蘇I起各代中亞特魯結識的夥伴。
  - 法雷亞(夫雷亞‧拉爾)醫生:從伊蘇/艾斯塔里亚來的人們，與失憶前的亞特魯到樹海來寻找塞尔塞塔原种，是伊蘇世界的蘭斯村醫生。
- 卡斯南(樹海邊境城市)的人們:
  - 格麗澤爾達/葛莉賽達:羅門帝國塞爾塞塔總督，委託亞特魯繪製樹海地圖，真實身分是帝國4皇女，未來一同參與伊蘇VIII-丹娜的隕涕日的冒險。
  - 古爾達:羅門帝國輔佐官，來自達南。
  - 雷歐:塞爾塞塔駐軍團長/將軍，有懼高症
  - 潘薩:常肚子餓的塞爾塞塔士兵，不愛甜食
  - 桑喬:常想偷懶的塞爾塞塔士兵
- 礦山的人們:
  - 瓦格納:被困於礦山的礦山長
- 科莫德(樹海樹上村落)的人們:亞特魯失憶前路過村落後村民一一消失
  - 卡娜:阿薩德之女，雷姆諾斯的雙胞胎姊妹，為找尋失蹤的雷姆諾斯而冒險。
  - 阿薩德:卡娜、雷姆諾斯的父親，村長
  - 雷姆諾斯:阿薩德之子，卡娜的雙胞胎兄弟，藝術家，演奏音樂，隱藏著天才型戰士的能力，被芭彌控制離開村落。
- 千古巢穴的人們:位於科莫德附近，消失的村民所在地。
  - 耶羅:被假面控制的科莫德村民。
  - 芭彌:魔道師，利用魔法控制村民，假面提升戰力的魔導師
- 霧蒙峰的探險家：
  - 菈比兔、佩吉：討論走下坡可以走出霧蒙峰的探險家。
- 塞爾麗(樹海水上村落)的人們:位於阿爾貢大河東岸的村落，亞特魯失憶前路過村落後大河被下毒，對岸為始源之地，村民靠斯帕達捕魚維生。
  - 斯帕達:野生種會吐出毒液，塞爾麗村的聖獸，協助村民捕魚。
  - 奧茲瑪:村長/育獸師，父母因捕抓幼斯帕達而被大斯帕達所殺死，家族負責養育聖獸斯帕達，了解斯帕達的特性。
- 聖獸棲息地的人們：位於阿爾貢大河上游
  - 加迪斯:馭獸師，將幼年的斯帕達插滿匕首以駕馭之，造成野生斯帕達憤怒吐出紅色毒水。
- 靜寂之丘:墳墓區，海蘭德的往生者所在地。
  - 亞特魯的墓:位於靜寂之丘，棺木內埋有「將假面交給我保管」的字條
- 海蘭德(睿智之鎮)的人們:位於阿爾貢大河西岸的城鎮，設有風車、路燈，離開這座城鎮的人會失憶，但是所學習到的知識會成為創作靈感。
  - 亞倫:海蘭德鎮長
  - 莉莎:海蘭德鎮民，艾爾迪爾大人之使徒，負責招致之務，將世上的人們招來海蘭德。同時也是塞爾賽塔雷方斯王的後裔，可以操縱白色龍神兵。
  - 康莉莉卡:海蘭德鎮民
- 聖域/引示之塔:艾爾迪爾居住地，被雷雨聖域包圍，靠近會被霹成焦炭，設有氣象裝置。
  - 艾爾迪爾:有翼人，性情大變時毀滅賽爾賽塔王國。
- 達南的人們:又稱知史者之鄉，住著暗之一族後裔
  - 杜廉:芙麗妲的青梅竹馬，監視者；將失憶的亞特魯送至卡斯南。
  - 尼娜:芙麗妲身旁的精靈，傳令員
  - 芙麗妲:杜廉的青梅竹馬，女戰士
    - 芙麗妲的未婚夫與未婚夫的弟弟:未婚夫偷走黑之鍵，其弟追尋而去，兩兄弟不知所終，依故事研判應該是伊蘇6的艾倫斯特與蓋修。

  - 古爾達:脫離達南後，成為羅門帝國輔佐官
  - 梵喬:達南的長老
- 艾爾杜克:塞爾塞塔王國的王都/太陽神殿/生命之書所在地
  - 璐:聖獸
  - 蘿妲樹:聖樹
  - 雷方斯:塞爾塞塔王國國王
- 樹海(消失的王國遺跡所在地):

## 发行
2017年1月，歡樂百世將中文Microsoft Windows平台版本提交到Steam青睞之光展開投票，計畫通過Steam平台提供該版本，並考慮一併發行Windows平台英文版本。游戏随后通过青睐之光投票，但最终因未知原因未能上架Steam。